# Прейсман, Эмиль Моисеевич
Эми́ль Моисе́евич Пре́йсман (15 июля 1938, Днепропетровск, УССР, СССР — 29 сентября 2017, Красноярск, Россия) — советский и российский музыковед и музыкант-виолончелист, специалист по теории и истории коллективного струнно-смычкового исполнительства и истории камерного оркестрового музицирования в Европе и в России.
Доктор искусствоведения (2003), профессор (1997). Заслуженный работник высшей школы Российской Федерации (2004). Один из авторов «Енисейского энциклопедического словаря».

## Биография
Родился 15 июля 1938 года в Днепропетровск.
В 1957 году окончил Днепропетровское музыкальное училище.
В 1962 году окончил Белорусскую государственную консерваторию по классу виолончели А. П. Стогорского. Большое вличние на Э. М. Прейсмана оказали композиторы — Л. Г. Шнитке, М. С. Вайнберг, Г. И. Литинский, Г. С. Фрид, музыканты-исполнители — Д. Б. Шафран, С. Сондецкис, В. М. Гольдфельд, И. М. Жуков, Т. Ф. Янко, а также музыковеды — В. Ю. Григорьев, В. О. Рабей, Г. Г. Фельдгун, Б. А. Шиндин.
В 1962—1981 годы работал преподавателем, заведующим оркестровым отделением, заведующим отделением заочного обучения, заместителем директора по учебной и методической работе, директором в Красноярском училище искусств.
В 1981—1994 годы — заведующий школой педагогической практики в Красноярском государственном институте искусств (с 1987 — Красноярская государственная академия музыки и театра) В настоящее время — профессор кафедры оркестровых струнных инструментов музыкального факультета Красноярской государственной академии музыки и театра. Преподаёт дисциплины — «История смычкового исполнительства», «История смычкового исполнительства в Красноярском крае», «Камерный оркестр», «Изучение концертного репертуара», «Методика обучения игре на инструменте», квартет..
В 1994—2008 годы — проректор по научной и творческой работе Красноярской государственной академии музыки и театра. В этом качестве выступил организатором фестиваля «Сибирские камерные ассамблеи», а также симпозиума «Театр и современность» и ряда конференций, посвященных истории и теории художественных жанров — «Шуберт и художественная культура XIX века», «Шостакович и современная музыкальная культура».
В 1987 году в Государственной консерватории Литовской ССР под научным руководством Б. В. Доброхотова защитил диссертацию на соискание учёной степени кандидата искусствоведения по теме «Камерный оркестр: Исторический процесс формирования, организация работы».
В 1997 году присвоено учёное звание профессора.
С 1998 года — ведёт в Красноярской краевой филармонии лекции-концерты для студенчества в цикле «Мировая музыкальная культура».
В 2003 году в Новосибирской государственной консерватории имени М. И. Глинки защитил диссертацию на соискание учёной степени доктора искусствоведения по теме «Камерный оркестр как явление в музыкальной культуре XVII—XX веков». Научный консультант — доктор искусствоведения, профессор Г. Г. Фельдгун. Официальные оппоненты — доктор искусствоведения Н. С. Бажанов, доктор искусствоведения Л. М. Кадцын, доктор искусствоведения Л. Н. Шаймухаметова. Ведущая организация — Российский институт истории искусств.
С 2007 года — член Союза учёных Санкт-Петербурга.
Профессор кафедры информационных технологий в креативных и культурных индустриях Гуманитарного института Сибирского федерального университета.
Член объединённого диссертационного совета Д 999.029.02 Сибирского федерального университета и Тувинского государственного университета.
Автор свыше 100 научных работ, включая 5 монографий, а также около 350 материалов в центральной и местной печати по вопросам музыкального исполнительства и художественного образования. Автор статей в журналах «Советская музыка»/«Музыкальная академия» и «Музыкальная жизнь». Под его редакцией вышло 15 научных изданий. Э. М. Прейсман выступал на 27 конгрессах, конференциях, симпозиумах, включая международных, Всесоюзных и Всероссийских.

## Научная деятельность
Капитальная монография «Камерный оркестр как явление в музыкальной культуре XVII—XX веков» стала итогом десятилетий кропотливой научно-исследовательской работы, в которой Э. М. Прейсман собрал, переработал и обобщен огромное количество ценного материала по истории музыки, разбросанного более чем в трехстах исследовательских трудах вышедших в России и за рубежом. В книге представлено множество ценных сведений о точном составе тех оркестров, которые сотрудничали вместе с композиторами тог времени, а также об инструментарии и его развитии. Э. М. Прейсман рассматривает ступени развития развития жанра камерной музыки, а также творчество прославивших его композиторов, в рамках соответствующих исторических периодов общественной и художественной жизни стран Европы. Отдельные главы монографии посвящены особенностям развития камерной музыки в России. Также уделено внимание музыке XX века, где представлены композиторское творчество и дальнейшее развитие и обогащение инструментального состава.

## Музыкальная деятельность
В 1970—1995 годы — выступал в качестве создателя, руководителя и виолончелиста любительского камерного оркестра в Красноярском государственном медицинском институте. За эти годы было дано около 500 концертов в Новосибирске, Иркутске, Новокузнецке, Абакане и других городах Сибири, а также были выступления на радио и по телевидению. Оркестр и Э. М. Прейсман были удостоены звания лауреатов трёх Всесоюзных и Всероссийских фестивалей художественного творчества трудящихся, а также коллектив получил почётное звание «народный».
В 1995—2000 годы — руководитель Ансамбля старинной и современной музыки Красноярской государственной академии музыки и театра.

## Общественная деятельность
В 1997—2007 годы — эксперт среднесибирского управления Федеральной службы по надзору за соблюдением законодательства в области охраны культурного наследия (Росохранкультура).
В 1999—2004 годы — член Экспертного совета Фонда науки Красноярского края.

## Награды
- Заслуженный работник высшей школы Российской Федерации (2004)[3][5]
- Действительный член Международной академии наук высшей школы (2004)[3][5]
- Лауреат профессорской премии Главы города Красноярска (2006)[5]

## Научные труды

### Диссертации
- Прейсман Э. М. Камерный оркестр: Исторический процесс формирования, организация работы / автореферат дис. ... кандидата искусствоведения. — Вильнюс: Гос. консерватория ЛитССР, 1987. — 24 с.
- Прейсман Э. М. Камерный оркестр как явление в музыкальной культуре XVII—XX веков / автореферат дис. ... доктора искусствоведения : 17.00.02. — Новосибирск: Новосиб. гос. консерватория им. М. И. Глинки, 2003. — 48 с.

### Монографии
- Кривошея Б. Г., Лаврушева Л. Г., Прейсман Э. М. Музыкальная жизнь Красноярска. — Красноярск: Красноярское книжное издательство, 1983. — 176 с.
- Прейсман Э. М. Камерный оркестр: Исторический процесс формирования проблемы функционирования. — Красноярск: Изд-во Красноярского ун-та, 1993. — 218 с. — ISBN 5-7470-0131-0.
- Прейсман Э. М. Камерный оркестр как явление в музыкальной культуре XVII-XX веков: монография. — Красноярск: Изд-во Красноярского ун-та, 2002. — 253 с.
- Прейсман Э. М. Камерный оркестр как явление в музыкальной культуре XVII-XX веков: монография. — 2-е изд., доп. — Красноярск: Красноярская гос. акад. музыки и театра, 2010. — 255 с.
- Прейсман Э. М. О музыке и музыкантах: время, события: монографические очерки и статьи / отв. ред. Н. А. Еловская. — Красноярск: Красноярская гос. акад. музыки и театра, 2013. — 257 с. — (Енисейский летописец). — ISBN 978-5-98121-042-6.

### Енисейский энциклопедический словарь
- Прейсман Э. М. Безносиков Сергей Михайлович // Енисейский энциклопедический словарь / Гл. редактор Н. И. Дроздов. — Красноярск: КОО Ассоциация «Русская энциклопедия», 1998. — С. 62. — 736 с. — 10 000 экз. — ISBN 5-88329-005-1.
- Прейсман Э. М. Веселков Фёдор Петрович // Енисейский энциклопедический словарь / Гл. редактор Н. И. Дроздов. — Красноярск: КОО Ассоциация «Русская энциклопедия», 1998. — С. 101. — 736 с. — 10 000 экз. — ISBN 5-88329-005-1.
- Прейсман Э. М. Камерные оркестры // Енисейский энциклопедический словарь / Гл. редактор Н. И. Дроздов. — Красноярск: КОО Ассоциация «Русская энциклопедия», 1998. — С. 249. — 736 с. — 10 000 экз. — ISBN 5-88329-005-1.
- Прейсман Э. М. Клистер А. И. // Енисейский энциклопедический словарь / Гл. редактор Н. И. Дроздов. — Красноярск: КОО Ассоциация «Русская энциклопедия», 1998. — С. 273. — 736 с. — 10 000 экз. — ISBN 5-88329-005-1.
- Прейсман Э. М. Красноярский академический симфонический оркестр // Енисейский энциклопедический словарь / Гл. редактор Н. И. Дроздов. — Красноярск: КОО Ассоциация «Русская энциклопедия», 1998. — С. 310. — 736 с. — 10 000 экз. — ISBN 5-88329-005-1.
- Прейсман Э. М. Курицкий Михаил Лазаревич // Енисейский энциклопедический словарь / Гл. редактор Н. И. Дроздов. — Красноярск: КОО Ассоциация «Русская энциклопедия», 1998. — С. 342. — 736 с. — 10 000 экз. — ISBN 5-88329-005-1.
- Прейсман Э. М., Сиротинин В. Г. Марксон Абрам Леонтьевич // Енисейский энциклопедический словарь / Гл. редактор Н. И. Дроздов. — Красноярск: КОО Ассоциация «Русская энциклопедия», 1998. — С. 376. — 736 с. — 10 000 экз. — ISBN 5-88329-005-1.
- Прейсман Э. М. Музыкальное профессиональное образование // Енисейский энциклопедический словарь / Гл. редактор Н. И. Дроздов. — Красноярск: КОО Ассоциация «Русская энциклопедия», 1998. — С. 406. — 736 с. — 10 000 экз. — ISBN 5-88329-005-1.
- Прейсман Э. М. Муниципальный камерный оркестр // Енисейский энциклопедический словарь / Гл. редактор Н. И. Дроздов. — Красноярск: КОО Ассоциация «Русская энциклопедия», 1998. — С. 406. — 736 с. — 10 000 экз. — ISBN 5-88329-005-1.
- Прейсман Э. М. Оносов В. М. // Енисейский энциклопедический словарь / Гл. редактор Н. И. Дроздов. — Красноярск: КОО Ассоциация «Русская энциклопедия», 1998. — С. 445. — 736 с. — 10 000 экз. — ISBN 5-88329-005-1.
- Прейсман Э. М. Симфонические оркестры // Енисейский энциклопедический словарь / Гл. редактор Н. И. Дроздов. — Красноярск: КОО Ассоциация «Русская энциклопедия», 1998. — С. 564—565. — 736 с. — 10 000 экз. — ISBN 5-88329-005-1.
- Прейсман Э. М. Тычинский Николай Александрович // Енисейский энциклопедический словарь / Гл. редактор Н. И. Дроздов. — Красноярск: КОО Ассоциация «Русская энциклопедия», 1998. — С. 636. — 736 с. — 10 000 экз. — ISBN 5-88329-005-1.
- Прейсман Э. М. Филармонические общества // Енисейский энциклопедический словарь / Гл. редактор Н. И. Дроздов. — Красноярск: КОО Ассоциация «Русская энциклопедия», 1998. — С. 658—659. — 736 с. — 10 000 экз. — ISBN 5-88329-005-1.
- Прейсман Э. М. Шварцбург Ананий Ефимович // Енисейский энциклопедический словарь / Гл. редактор Н. И. Дроздов. — Красноярск: КОО Ассоциация «Русская энциклопедия», 1998. — С. 690. — 736 с. — 10 000 экз. — ISBN 5-88329-005-1.

### Статьи
на русском языке
- Прейсман Э. М. Из истории камерного музивдрования в Красноярске // Культурное развитие Красноярского края: Тематич. сб. статей. — Красноярск: Изд-во Краснояр. ун-та, 1988. — С. 108—125.
- Прейсман Э. М. Предпосылки становления советского камерного оркестра в контексте западноевропейско-русских музыкальных связей первой половины'XX века // Русская музыка X—XX веков в контексте традицией культуры Восток-Запад: Тез. Всесоюзной конференции. — Новосибирск, 1991. — С. 105—108.
- Прейсман Э. М. Музыкальное воспитание студенческой молодёжи средствами любительского камерного оркестра // Эстетическое отношение к искусству и процесс его формирования: Тез. междунар. науч. конф.. — Херсон, 1991. — Т. 6. Формирование эстетического отношения к искусству у студенческой молодёжи. — С. 258—261.
- Прейсман Э. М. Камерный оркестр в творчестве Моцарта // Моцарт —Прокофьев : Тез. докл. Всесоюз. науч. конф.. — Ростов н/Д.: Ростов. гос. муз.-пед. ин-т, 1992. — С. 94—96.
- Прейсман Э. М. Камерный оркестр в русской музыкальной культуре XIX века (история, жанры, стилевые тенденции) // Суриковские чтения: Сб. материалов науч. конф.. — Красноярск, 1993. — С. 159—173.
- Прейсман Э. М. К проблеме восприятия камерно-оркестровой музыки VXII века в свете эволюции исполнительских средств // Восприятие художественного произведения как проблема искусствознания и художественного воспитания: Тез. Всерос. НПК. — Краснодар, 1993. — С. 45—46.
- Прейсман Э. М. Любительский камерный оркестр в студенческой среде // Интерпретация музыки: Ступени познания: Межвуз. сб. науч. ст. / Науч. ред.: Ефимова И.В., Прейсман Э.М. (отв. ред.). — Красноярск: Краснояр. техн. ун-т, Краснояр. ин-т искусств, 1994. — С. 68—86. — ISBN 5-230-08313-1.
- Прейсман Э. М. Просветительская и образовательная роль камерного исполнительства в негуманитарном вузе // Первый Международный конгресс по проблеме гуманизации образования. 27—30 июня 1995 г.: Тез. выступлений. — Бийск: НИЦ БиГПИ, 1995. — С. 121.
- Прейсман Э. М. Предпосылки возникновения камерного оркестра // Вопросы инструментоведения: Сб. реф. Второй Междунар. инструментоведческой конф. сериала «Благодатовские чтения». — СПб., 1995. — Вып. 2. — С. 87—91.
- Прейсман Э. М. Цикл инструментальных миниатюр как обобщение основных особенностей романтизма (на примере «Карнавала животных» Сен-Санса) // Художественные жанры: история, теория, трактовка: Тез. докл. на междунар. НК. — Красноярск: КГИИ, 1996. — С. 62—64.
- Прейсман Э. М. Инструментальный концерт в камерно-оркестровой практике эпохи Баха // Художественные жанры: история, теория, трактовка. Музыкальное искусство: Сб. науч. ст. — Красноярск: КГИИ, 1996. — С. 61—76.
- Прейсман Э. М. Жанровая природа и исполнительские аппараты камерного оркестра романтизма // Художественные жанры: история, теория, трактовка. — Красноярск: КГИИ, 1997. — Вып. 2. Музыкальное искусство. — С. 67—93.
- Прейсман Э. М. Concerti gross! А. Корелли: Отображение пространства и времени в барочном камерном оркестре // Музыкальная культура Сибири: Сб. науч. и метод, ст.. — Красноярск: КГИИ, 1997. — С. 77—78.
- Прейсман Э. М. Камерный оркестр в творчестве Шостаковича // Шостакович и мировая культура: Тез. докл. Всерос. НПК. — Красноярск: КГИИ, 1997. — С. 15—19.
- Прейсман Э. М. Камерный оркестр — историческое явление в мировой музыкальной культуре — как творческий ресурс Сибири // Природные и интеллектуальные ресурсы Сибири: Тез. докл. 4-й Междунар. НПК. — Томск, 1998. — С. 161—162.
- Прейсман Э. М. Пространство и время в призме большого и камерного оркестров Вивальди // Культура, искусство, образование: Межвуз. сб. науч. ст.. — Красноярск: КГИИ, 1998. — С. 29—39.
- Прейсман Э. М. Исполнительские идеи камерного оркестра венского классицизма // Культура, искусство, образование: Межвуз. сб. науч. ст.. — Красноярск: КГИИ, 1998. — С. 29—39.
- Прейсман Э. М. Русский камерный оркестр конца XVIII-XIX веков (пути развития, стилевые тенденции, жанры, аппараты) // Камерное музицирование: Сб. науч. и метод, статей. — Красноярск: КГИИ, 1999. — С. 40—53.
- Прейсман Э. М. Франц Шуберт и камерный оркестр романтизма // Франц Шуберт и художественная культура романтизма: современное осмысление: Материалы Всероссийской НПК. — Красноярск: КГИИ, 2000. — С. 26—31.
- Прейсман Э. М. Камерный оркестр в творчестве западноевропейских композиторов XX века // Культура, искусство, образование: Межвуз. сб. науч. ст. — Красноярск: КГИИ, 2000. — Вып. 2. — С. 145—161.
- Прейсман Э. М. Музыкальное воспитание в контексте гуманитаризации высшего образования // Гуманитарные основы высшего образования: Материалы науч. конф. / Сост. и науч. ред. Замышляев В.И. — Красноярск: Сиб. аэрокосм. акад., 2000. — С. 32—34.
- Прейсман Э. М. Камерный оркестр в СССР // Музыкальное творчество: традиционные формы и новые тенденции в современном осмыслении: Сб. науч. и метод, статей. — Красноярск: КГИИ, 2001. — С. 104—117.
- Прейсман Э. М. Краеугольный вопрос интерпретации оркестровой музыки минувших эпох // Вестник Красноярского регаонального отделения САН ВШ. — Красноярск, 2001. — Вып. 8. — С. 17—20.
- Прейсман Э. М. Основная проблема интерпретации камерно-оркестровой музыки минувших эпох // Культура, искусство, образование: музыка как средство воспитания и коммуникации. — Красноярск: КГИИ, 2002. — Вып. 3. — С. 31—35.
- Прейсман Э. М. Проблема исполнения сочинений для ненормированных составов камерного оркестра // Музыка и время. — 2003.
- Прейсман Э. М. Камерный оркестр в отечественной музыкальной культуре XX века // Музыка и время. — 2003.
- Прейсман Э. М. Камерный оркестр как феномен музыкальной культуры XVII-XX веков // Вопросы инструментоведения. — СПб.: Рос. ин-т истории искусств, 2004. — Вып. 5. Ч. 2. — С. 57—62. — ISBN 5-86845-110-4.
- Прейсман Э. М. Музыка и информационные технологии // Непрерывное образование в сфере культуры: Сб. науч.-метод. работ. — Красноярск: Краснояр. краевой науч.-учеб. центр кадров культуры, 2007. — № 2. — С. 7—13. — ISBN 978-5-9733-0016-6.
- Прейсман Э. М. Этапы творчества (к 30-летию Красноярской государственной академии музыки и театра) // Непрерывное образование в сфере культуры: Сб. науч.-метод. работ. — Красноярск: Краснояр. краевой науч.-учеб. центр кадров культуры, 2007. — № 3. — С. 30—35. — ISBN 978-5-9733-0022-7.

на других языках
- Preisman E. M. Musical Interests and Priorities of Vladimir Lenin (Modern Vision) = Музыкальные интересы и приоритеты В. И. Ленина (современное видение) // Journal of Siberian Federal University. Humanities & Social Sciences. — Krasnoyarsk: Siberian Federal University, 2015. — Т. 8, № 6. — P. 1052—1064.

### Рецензии
- Прейсман Э. М. Рец. на кн.: Кадцын Л.М. Музыкальное искусство творчество слушателя: Учеб. пособие для вузов. — М.: Высшая школа, 1990. // Музыкальная академия. — 1993. — № 3. — С. 213—214.

### Научная редакция
- Красноярская государственная академия музыки и театра в контексте развития художественной культуры Восточно-Сибирского региона (1999-2004) : сборник / гл. ред. К. А. Якобсон ; науч. ред. Э. М. Прейсман. — Красноярск: Краснояр. гос. акад. музыки и театра, 2004. — 121 с.

## Публикации
- Красноярская государственная академия музыки и театра, 1978-2003: буклет / авт. текста Э. М. Прейсман. — Красноярск: Краснояр. гос. акад. музыки и театра, 2003. — 22 с.